# DJ Ötzi
DJ Ötzi, de son vrai nom Gerhard Friedle (né le 7 janvier 1971 à St Johann en Autriche), est un chanteur autrichien.

## Discographie

### Albums
| Année | Titre                              | Classement | Classement | Classement | Classement | Classement | Classement | Classement |
| Année | Titre                              | AT         | DE         | CH         | AUS        | NOR        | SWE        | DAN        |
| ----- | ---------------------------------- | ---------- | ---------- | ---------- | ---------- | ---------- | ---------- | ---------- |
| 2000  | Das Album (Anton feat. DJ Ötzi)    | 1          | 7          | 5          | -          | -          | -          | 3          |
| 2001  | Love, Peace & Vollgas              | 2          | 23         | 23         | -          | -          | -          | -          |
| 2001  | Never Stop The Alpenpop            | -          | -          | -          | 19         | 20         | 15         | -          |
| 2002  | Today Is The Day                   | 3          | 49         | -          | -          | -          | -          | -          |
| 2003  | Flying To The Sky                  | -          | 72         | 50         | -          | -          | -          | -          |
| 2003  | Greatest Partyhits                 | 5          | 92         | -          | -          | -          | -          | -          |
| 2004  | Ich war immer der Clown            | 49         | -          | -          | -          | -          | -          | -          |
| 2006  | I Am The Musicman (DJ Ötzi Junior) | -          | -          | -          | -          | -          | -          | -          |
| 2007  | Sternstunden                       | 2          | 7          | 18         | -          | -          | -          | -          |
| 2007  | DJ Ötzi: The Best                  |            |            |            |            |            |            |            |

### Singles
| Année | Titre                                                | Classement | Classement | Classement | Classement | Classement | Classement | Classement | Classement | Classement | Classement | Classement | Classement | Classement |
| Année | Titre                                                | AT         | GER        | CH         | UK         | FRA        | AUS        | NOR        | SWE        | DAN        | NED        | BEL        | JAP        | EU         |
| ----- | ---------------------------------------------------- | ---------- | ---------- | ---------- | ---------- | ---------- | ---------- | ---------- | ---------- | ---------- | ---------- | ---------- | ---------- | ---------- |
| 2000  | Anton aus Tirol (as Anton feat. DJ Ötzi)             | 1          | 1          | 2          | -          | -          | -          | -          | -          | -          | 2          | 3          | -          | 5          |
| 2000  | Gemma Bier trinken (as Anton feat. DJ Ötzi)          | 12         | 15         | 37         | -          | -          | -          | -          | -          | -          | 55         | -          | -          | -          |
| 2000  | Hey Baby (Uuh, Aah)                                  | 4          | 11         | -          | 1          | 1          | 1          | 9          | 3          | 2          | 65         | -          | 1          | 36         |
| 2001  | Do Wah Diddy                                         | 9          | 29         | 75         | 9          | -          | -          | -          | -          | -          | -          | -          | -          | -          |
| 2001  | Love, Peace & Vollgas                                | 43         | 82         | -          | -          | -          | -          | -          | -          | -          | -          | -          | -          |            |
| 2001  | X-Mas Time                                           | 15         | 54         | -          | 51         | -          | -          | -          | -          | -          | -          | -          | -          | -          |
| 2000  | Hey Baby (unofficial World Cup remix)                | -          | -          | -          | 10         | -          | -          | -          | -          | -          | -          | -          | -          | -          |
| 2002  | Don’t Ha Ha (feat. Captain Jack)                     | 15         | 59         | -          | -          | -          | -          | -          | -          | -          | -          | -          | -          | -          |
| 2002  | Live is Life (Here we go) (feat. Hermes House Band)  | 16         | 15         | 26         | 51         | 2          | 28         | -          | 46         | 11         | 61         | -          | -          | -          |
| 2002  | Today is the day                                     | 15         | 39         | -          | -          | -          | -          | -          | -          | -          | -          | -          | -          | -          |
| 2003  | Ramalamadingdong                                     | 37         | -          | -          | -          | -          | -          | -          | -          | -          | -          | -          | -          | -          |
| 2003  | Burger Dance                                         | 3          | 1          | 7          | -          | -          | -          | -          | -          | -          | -          | -          | -          | 8          |
| 2004  | Not without us                                       | 10         | 20         | 97         | -          | -          | -          | -          | -          | -          | -          | -          | -          | 63         |
| 2004  | Tanz den Rehakles                                    | 43         | 37         | -          | -          | -          | -          | -          | -          | -          | -          | -          | -          |            |
| 2004  | Kanguru Dance                                        | 15         | 19         | -          | -          | -          | -          | -          | -          | -          | -          | -          | -          | -          |
| 2005  | Servus die Wadln                                     | 27         | 40         | -          | -          | -          | -          | -          | -          | -          | -          | -          | -          | -          |
| 2006  | 7 Sünden (feat. Marc Pircher)                        | 2          | 30         | -          | -          | -          | -          | -          | -          | -          | -          | -          | -          | 166        |
| 2006  | I Am The Musicman (as DJ Ötzi Junior)                | 12         | 24         | -          | -          | -          | -          | -          | -          | -          | -          | -          | 1          | 100        |
| 2007  | Ein Stern (...der deinen Namen trägt) (feat. Nik P.) | 1          | 1          | 3          | -          | -          | -          | -          | -          | -          | -          | 1          | -          | 9          |
| 2007  | I will leb'n                                         |            |            |            |            |            |            |            |            |            |            |            |            |            |